# Pterocoma
Pterocoma is een geslacht van uitgestorven haarsterren die leefden van het Laat-Jura tot het Laat-Krijt.

## Beschrijving
Deze haarsterren hadden een kleine kelk met tien gelijk lange, veervormige armen, die beiderzijds een rij kleine zijtakjes droegen. Alleen jonge exemplaren waren nog in het bezit van een steel, de oudere exemplaren waren vrijzwemmend. De normale kelkdiameter bedroeg ongeveer 1,5 cm.